# Trond Ivar Døvle
Trond Ivar Døvle (Larvik, 19 agosto 1975) è un arbitro di calcio norvegese.

## Carriera
Døvle debuttò come arbitro nella 1. divisjon in data 26 agosto 2007, nel pareggio per 1-1 tra Raufoss e Sparta Sarpsborg. Il 25 ottobre 2009 fu invece direttore di gara per la prima volta nella Tippeligaen: arbitrò infatti l'incontro tra Tromsø e Start.